# بروس جونسون (لاعب كرة قدم أمريكية)
بروس جونسون (بالإنجليزية: Bruce Johnson)‏ هو لاعب كرة قدم أمريكية ولاعب كرة قدم كندية أمريكي، ولد في 18 ديسمبر 1987 في ليك سيتي في الولايات المتحدة.

## وصلات خارجية
- بروس جونسون على موقع مرجع كرة القدم المحترفة.كوم (الإنجليزية)